# Hedda Østberg Amundsen
Hedda Østberg Amundsen (* 18. September 1998) ist eine norwegische Skilangläuferin.

## Werdegang
Amundsen, die für den Asker Skiklubb startet, nahm bis 2018 an Juniorenrennen teil. Bei den Nordischen Junioren-Skiweltmeisterschaften 2018 in Goms belegte sie den 11. Platz über 5 km klassisch, den neunten Rang im Skiathlon und den siebten Platz mit der Staffel. Ihre ersten Rennen im Scandinavian-Cup lief sie zu Beginn der Saison 2018/19 im Dezember 2018 in Östersund, die sie auf dem 17. Platz im Sprint und auf dem zehnten Rang über 10 km Freistil beendete. Im selben Monat absolvierte sie in Beitostølen ihr erstes Rennen im Weltcup und errang dabei den 39. Platz über 15 km Freistil. Im weiteren Saisonverlauf erreichte sie mit drei Top-Zehn-Platzierungen den 12. Platz in der Gesamtwertung des Scandinavian-Cups. Im März 2019 holte sie in Oslo mit dem 18. Platz im 30-km-Massenstartrennen ihre ersten Weltcuppunkte. Im folgenden Jahr gewann sie bei den U23-Weltmeisterschaften in Oberwiesenthal die Goldmedaille mit der Staffel. Zudem wurde sie dort Neunte über 10 km klassisch und Siebte im 15-km-Massenstartrennen. Nach Platz 23 beim Ruka Triple zu Beginn der Saison 2020/21 holte sie bei den U23-Weltmeisterschaften in Vuokatti die Bronzemedaille über 10 km Freistil und die Goldmedaille mit der Staffel. In der Saison 2021/22 errang sie mit je einen ersten und dritten Platz, den dritten Platz in der Gesamtwertung des Scandinavian-Cups.

## Persönliches
Ihr Zwillingsbruder Harald ist ebenfalls Skilangläufer.

## Siege bei Continental-Cup-Rennen
| Nr. | Datum            | Ort    | Disziplin       | Serie            |
| --- | ---------------- | ------ | --------------- | ---------------- |
| 1.  | 13. Februar 2022 | Otepää | 10 km klassisch | Scandinavian Cup |